# Colobathristidae
Die Colobathristidae sind eine Familie der Wanzen (Heteroptera) aus der Teilordnung Pentatomomorpha. Sie umfasst 23 Gattungen und 84 Arten.

## Merkmale
Die Wanzen werden 6 bis 20 Millimeter lang und haben in der Regel einen sehr langgestreckten Körper mit schlanken Beinen und Fühlern, sowie eine punktförmig strukturierte Körperoberseite. Viele Arten, insbesondere die der Gattung Tricentrus, imitieren das Aussehen von Ameisen.
Der Kopf ist stark nach unten gerichtet, die Facettenaugen sind stark hervortretend und dadurch nahezu gestielt. Punktaugen (Ocelli) sind ausgebildet. Sowohl die langen Fühler, als auch das Labium sind viergliedrig. Das lange, schmale Schildchen (Scutellum) ist bei manchen Arten mit Dornen bewehrt. Die Seitenränder der Hemielytren sind schwach konkav. Das zumindest teilweise durchsichtige bzw. durchscheinende Corium hat in der Regel eine dreieckige Apikalzelle und die beiden Clavia überlappen und bilden keine gemeinsame Naht. Die Adern der Membrane sind zurückgebildet oder fehlen. Der Großteil der Bauchseite am Thorax wird durch den Verdunstungsbereich der Duftdrüsen eingenommen. Am Hinterleib liegen die Stigmen des zweiten bis vierten Segments dorsal, die übrigen ventral. Der Hinterleib ist basal stark eingeschnürt. Bei den Weibchen ist der Ovipositor zurückgebildet und plattenförmig, wobei das siebte Sternit nicht mittig geteilt ist. Bei den Männchen hat der birnenförmige Teil der Spermatheca einen zurückgebildeten pumpenflanschförmigen Teil, der Ductus der Spermatheca ist aber langgestreckt und aufgewickelt. Bei den Nymphen liegen die Duftdrüsenöffnungen am Hinterleib zwischen dem dritten bis sechsten Tergum, wobei die vorderen beiden zurückgebildet sind. Die Eier sind spindelförmig.

## Verbreitung
Die Familie ist tropisch verbreitet. Die Unterfamilie Colobathristinae sind sowohl in den Tropen der Orientalis, als auch der Neotropis mit je 11 Gattungen vertreten. Die monotypische Unterfamilie Dayakiellinae sind in ihrer Verbreitung auf Indonesien beschränkt. In den Tropen Afrikas fehlt die Familie.

## Lebensweise
Die Tiere ernähren sich phytophag an Gräsern. Einige wenige Arten gelten in der Landwirtschaft als Schädlinge. Phaenacantha australiae verursacht z. B. Schäden an Zuckerrohr.

## Taxonomie und Systematik
Die Gruppe wurde von Carl Stål 1865 als Unterfamilie der Bodenwanzen (Lygaeidae) im weiteren Sinne erstbeschrieben. Bergroth erhob sie 1910 in den Familienrang. Nachfolgende Autoren stellten sie sowohl zur Überfamilie Lygaeoidea, als auch zur Überfamilie Coreoidea. Die Revision der Pentatomomorpha mit Schwerpunkt der Lygaeoidea durch Henry im Jahr 1997 zeigte, dass die Schwestergruppe der Familie die Stelzenwanzen (Berytidae) sind. Sie teilen die Merkmale des langgestreckten, keulenförmigen ersten Fühlergliedes, des dornenbewährten Schildchens und der hinteren Abwinkelung der Metacoxae. Folgende Unterfamilien werden unterschieden:
- Unterfamilie Colobathristinae (22 Gattungen, 81 Arten)[1]
- Unterfamilie Dayakiellinae 
  - Gattung Dayakiella (2 Arten)[1]

## Belege